# M10 구축전차
M10 구축전차(영어: M10 Tank destroyer)는 제2차 세계 대전 당시 미국의 구축전차이다. 제2차 세계 대전에 미국이 참전하고 미국에서 구축전차대대가 결성된 이후 새로운 대대를 위한 새 차량의 필요성이 대두되었다. 1941년 11월, 다른 임시 모델들이 너무 부실하게 설계되었다는 비판을 받자 미국 육군은 완전히 회전하는 포탑에 포를 장착한 차량을 요청했다. M10의 시제품은 1942년 초에 설계되었고 1942년 4월에 인도되었다. 차체와 포탑에 적절한 변경이 이루어진 후, 1942년 6월에 3인치 포 운반차량 M10(또는 M10 GMC)으로 개조되었다. M10은 M4 셔먼의 수정된 회전 차체에 3인치 대공포 M3을 장착했다. M4A3 차체를 사용한 파생형인 M10A1도 생산되었다. 두 모델의 생산 기간은 각각 1942년 9월부터 1943년 12월까지, 그리고 1942년 10월부터 1943년 11월까지였다
M10은 수적으로 제2차 세계 대전에서 가장 중요한 미국의 구축전차이었다. 그것은 얇지만 경사진 갑옷과 M4의 신뢰할 수 있는 구동렬, 그리고 개방형 포탑에 장착된 상당히 강력한 대전차포를 결합했다. 판터와 같은 새로운 독일 전차에 직면하여 더 강력하고 더 잘 설계된 유형의 대체물이 도입되었음에도 불구하고, M10은 전쟁이 끝날 때까지 사용되었다. 제2차 세계 대전 동안, M10 구축전차의 주요 사용자는 미국이었지만, 많은 전차가 무기대여법에 따라 영국, 캐나다, 자유 프랑스 군대에 공여되었고 수십 대가 또한 소련으로 보내졌다. 전쟁 후, M10은 상호방위지원법을 통해 벨기에, 덴마크, 네덜란드와 같은 여러 나라에 군사적 잉여품으로 주어졌고 이스라엘과 중화민국의 경우 다른 방식을 통해 M10을 얻었다.
M10은 종종 전시 크라이슬러 광고에 종종 등장하는 비공식적인 이름인 울버린(Wolverine)이라는 별명으로 불리지만, 미군은 이를 사용하지 않았다. M10은 공식적으로 별명을 부여받거나 미국 군인들이 사용할 때 별명과 함께 언급된 적이 없으며, 이들은 단순히 "TD"(tank destroyer, 구축전차의 일반적인 별명)라고 불렀다.